# Arabspett
Arabspett (Dendrocoptes dorae) är en fågel i familjen hackspettar inom ordningen hackspettartade fåglar, endemisk för Arabiska halvön. Beståndet är litet och arten kategoriseras som nära hotad. 

## Utseende och läten
Arabspetten är med en kroppslängd på 18 centimeter en rätt liten hackspett, olivbrun med vita band över vingarna och röd fläck i nacken hos hanen. Båda könen har en blekröd fläck på bukens mitt. Lätet är ett varierande puiik pit-pit-pit-pit-pit-pit-pit. Arten trummar endast sällan.

## Utbredning och systematik
Fågeln förekommer på sydvästra Arabiska halvön, från 13°N i Jemen till 26°N i Saudiarabien. Den behandlas som monotypisk, det vill säga att den inte delas in i några underarter.

### Släktestillhörighet
Arten placerades tidigare i släktet Dendrocopos och vissa gör det fortfarande. DNA-studier visar dock att den står närmare de afrikanska hackspettarna i släktet Dendropicos och lyfts därför tillsammans med mellanspett och brunpannad hackspett ut till släktet Dendrocoptes. Andra, som Birdlife International, inkluderar den i Dendropicos.

## Levnadssätt
Arten förekommer i olika typer av skogslandskap, på lägre nivåer i fikon-, dadelpalm- och skruvpalmlundar. Den påträffas även i städsegröna skogskorridorer utmed vattendrag, skuggande träd i kaffeplantage, fruktträdgårdar, terrasserad odlingsbygd och i skogsområden med Acacia, en, olivträd och Dracaena. Den förekommer från havsnivån till 2800 meters höjd, men häckar troligen bara mellan 400 och 2400 meter.

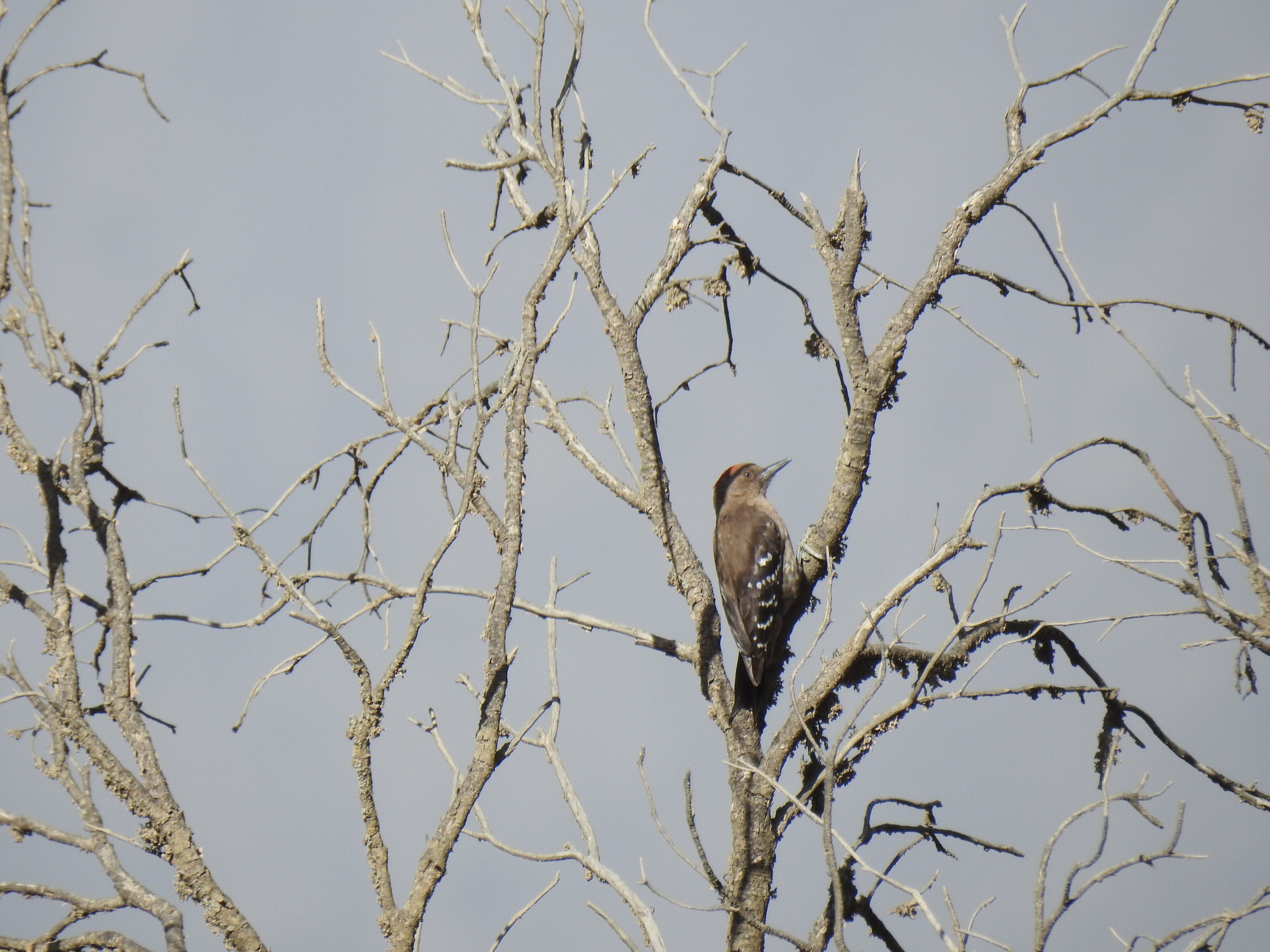

Liksom andra hackspettar lever arabspetten av insekter som den hackar fram ur trädstammar och grenar. Den intar också spindlar, fikonlevande gallsteklar samt flygande insekter. I bohålet uthackat ur ett dött träd häckar fågeln från mars till maj, men kan lägga ytterligare en kull i Jemen i november.

## Status
Arten har en rätt liten världspopulation med endast 7500 par. Även om data visar att artens både population och utbredningsområde har varit stabila sedan 1930-talet tros den ändå komma att minska på grund av habitatförstörelse. Internationella naturvårdsunionen IUCN kategoriserar den därför som nära hotad. Där den förekommer betraktas den som ovanlig till sällsynt. 

## Namn
Fågelns vetenskapliga artnamn hedrar Dora Philby (1888–1957), gift med den brittiska upptäcktsresanden St. John Philby.